# Lagonda V12
Pour les articles homonymes, voir Lagonda et V12.
La Lagonda V12 est une voiture du constructeur automobile britannique Lagonda, produite à 189 exemplaires entre 1938 et 1940. 

## Histoire
Walter Owen Bentley quitte son industrie Bentley en 1935, après faillite en 1931 et acquisition par Rolls-Royces. Il intègre alors Lagonda en temps que directeur technique pour créer ce modèle Lagonda V12, pour perpétuer les victoires du palmarès historique des 24 Heures du Mans des Bentley Boys de sa Team Bentley.

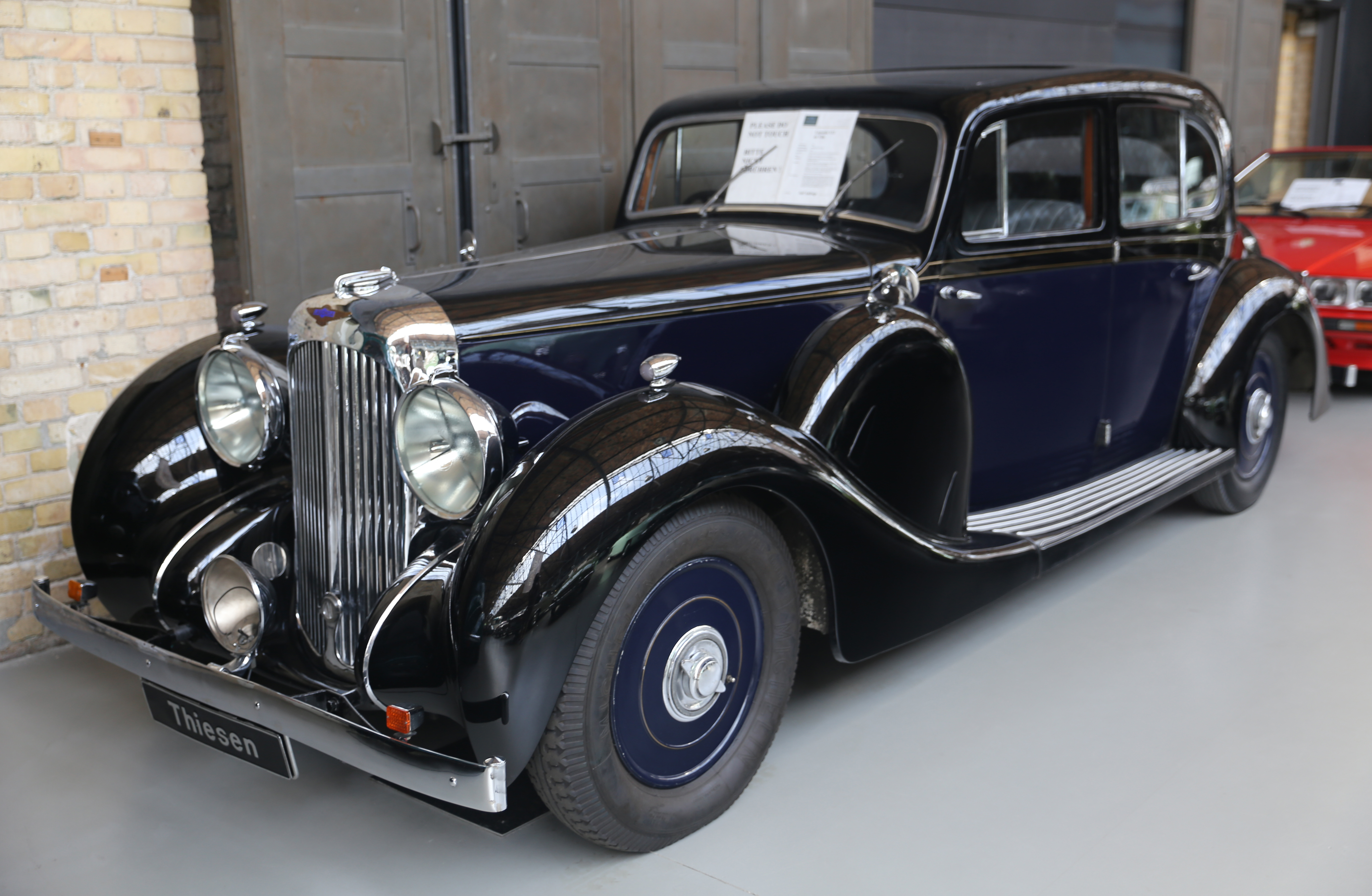
Lagonda V12 de Ville (1939)
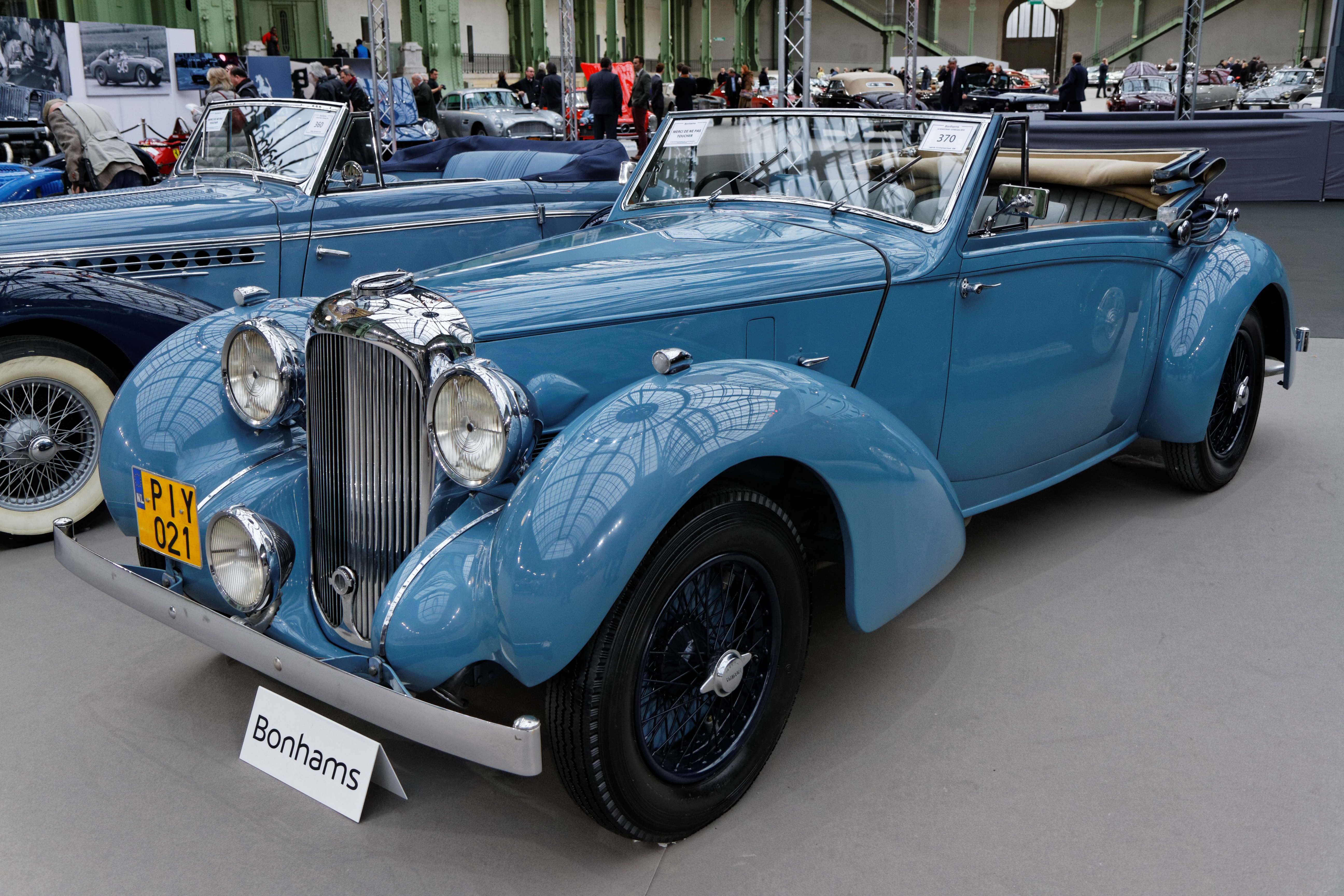
Lagonda V12 Drophead Coupé (1939)

Ce modèle succède à la Lagonda LG45 de 1935, avec sa variante Lagonda LG6 (en) à moteur 6 cylindres en ligne de 4,5 L de 1937, avec carrosseries berline ou cabriolet du designer Lagonda Frank Feeley (en) ou carrosseries de carrossiers indépendants,. 

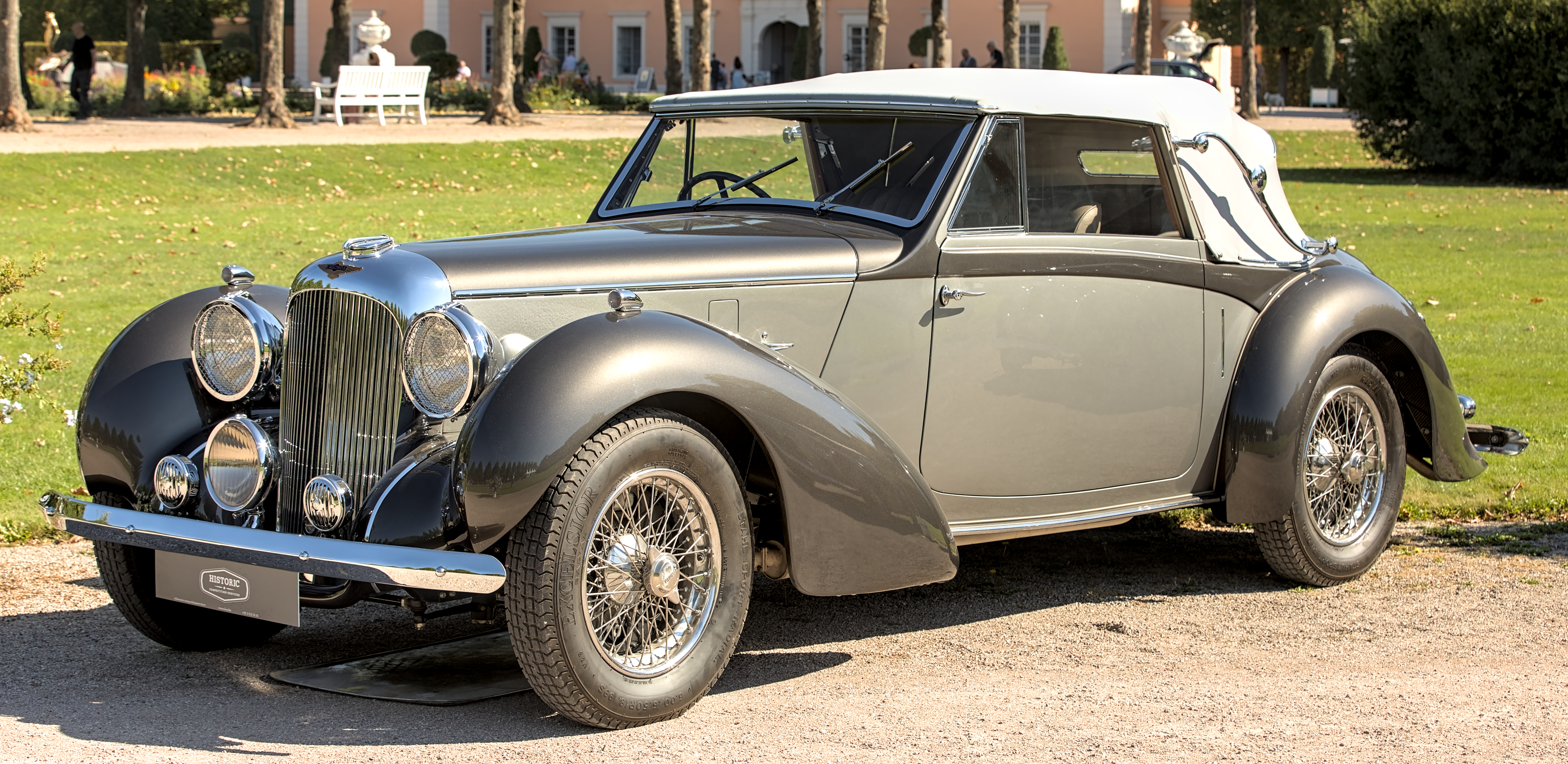
Lagonda V12 Classic-Gala (1939)
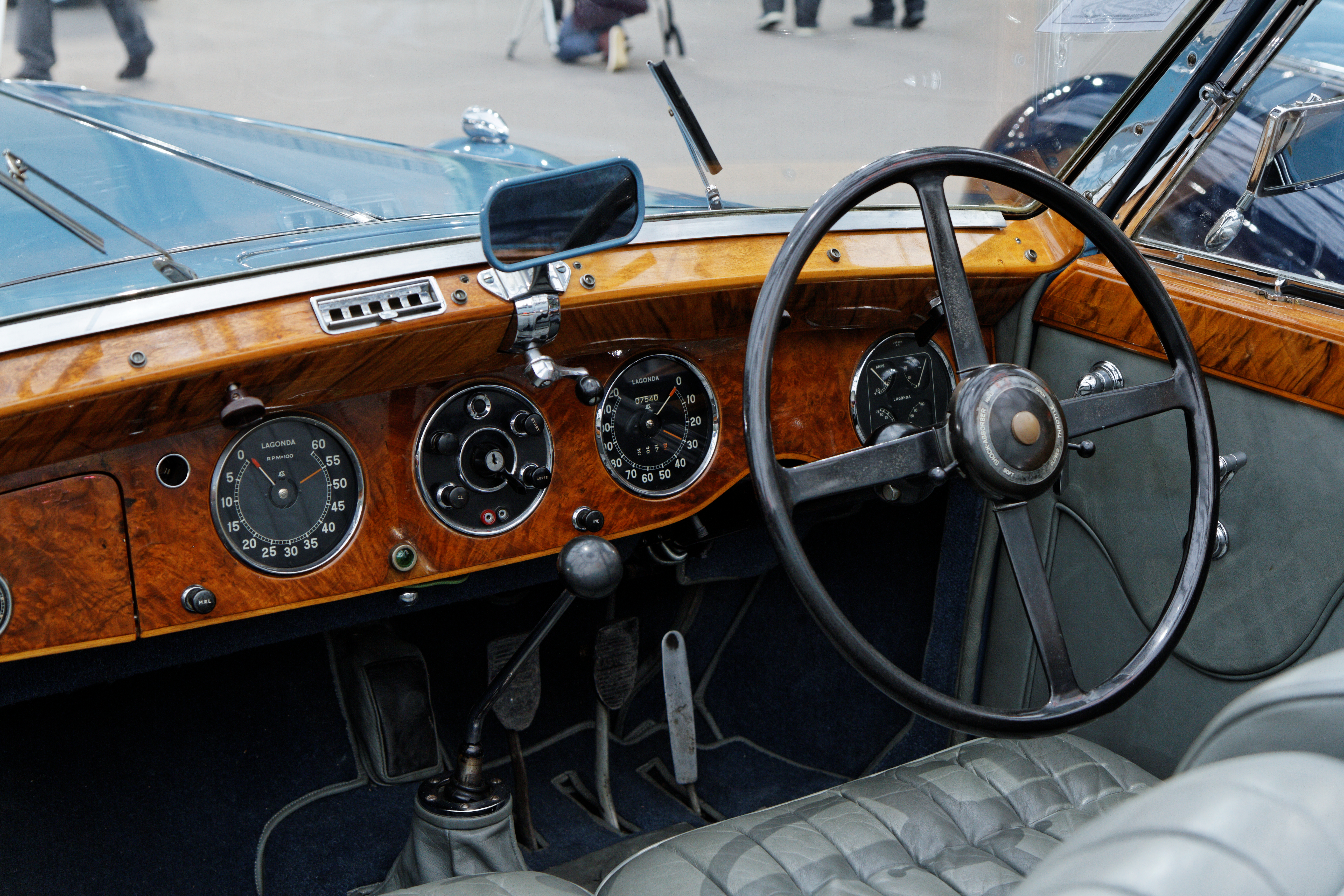
Tableau de bord

Elle est propulsée par un moteur V12 à 60° de 4,5 L de cylindrée de 180 ch et 165 km/h, conçu par Walter Owen Bentley.  

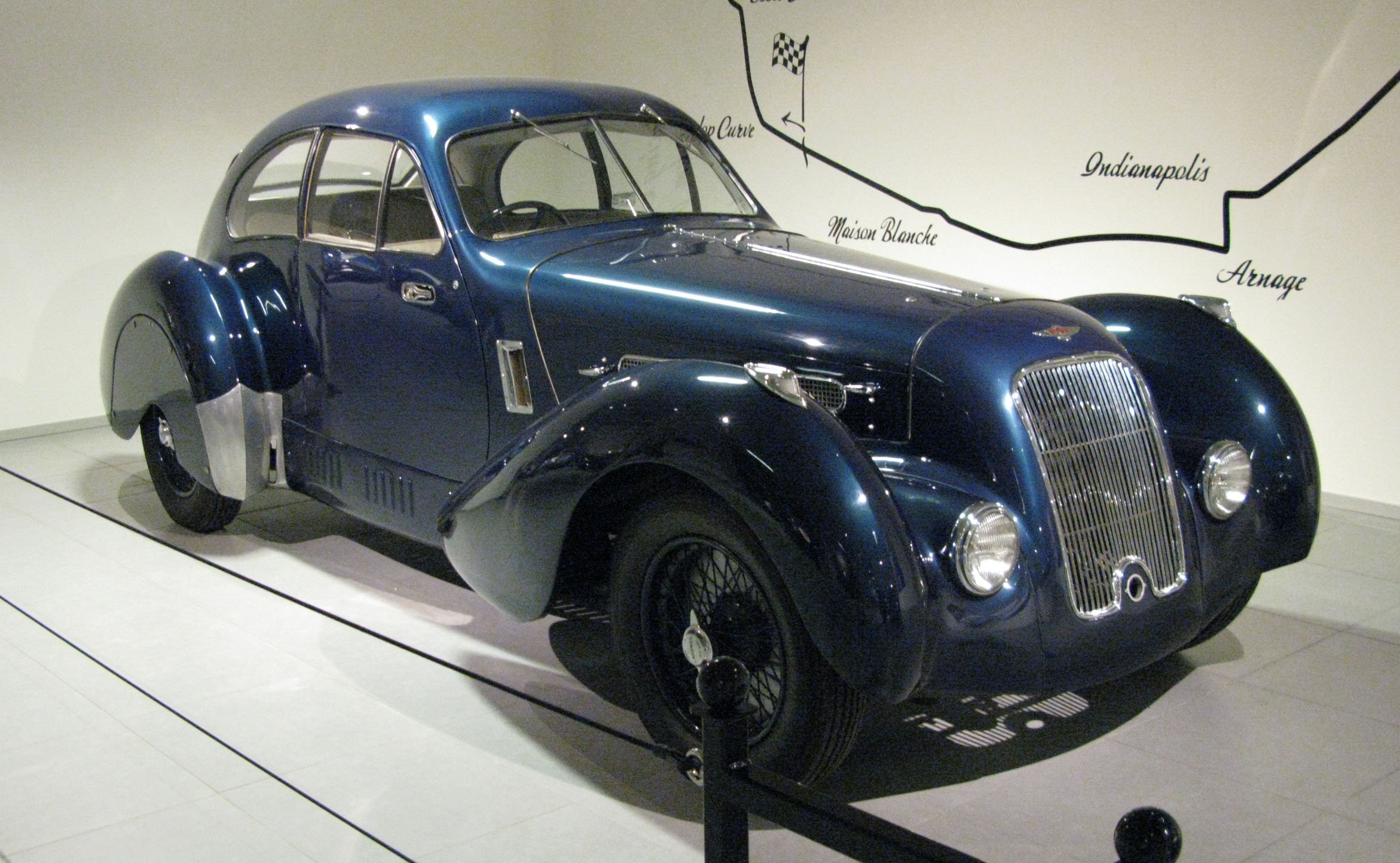
Lagonda V12 Lancefield Coachworks (en) « Le Mans »
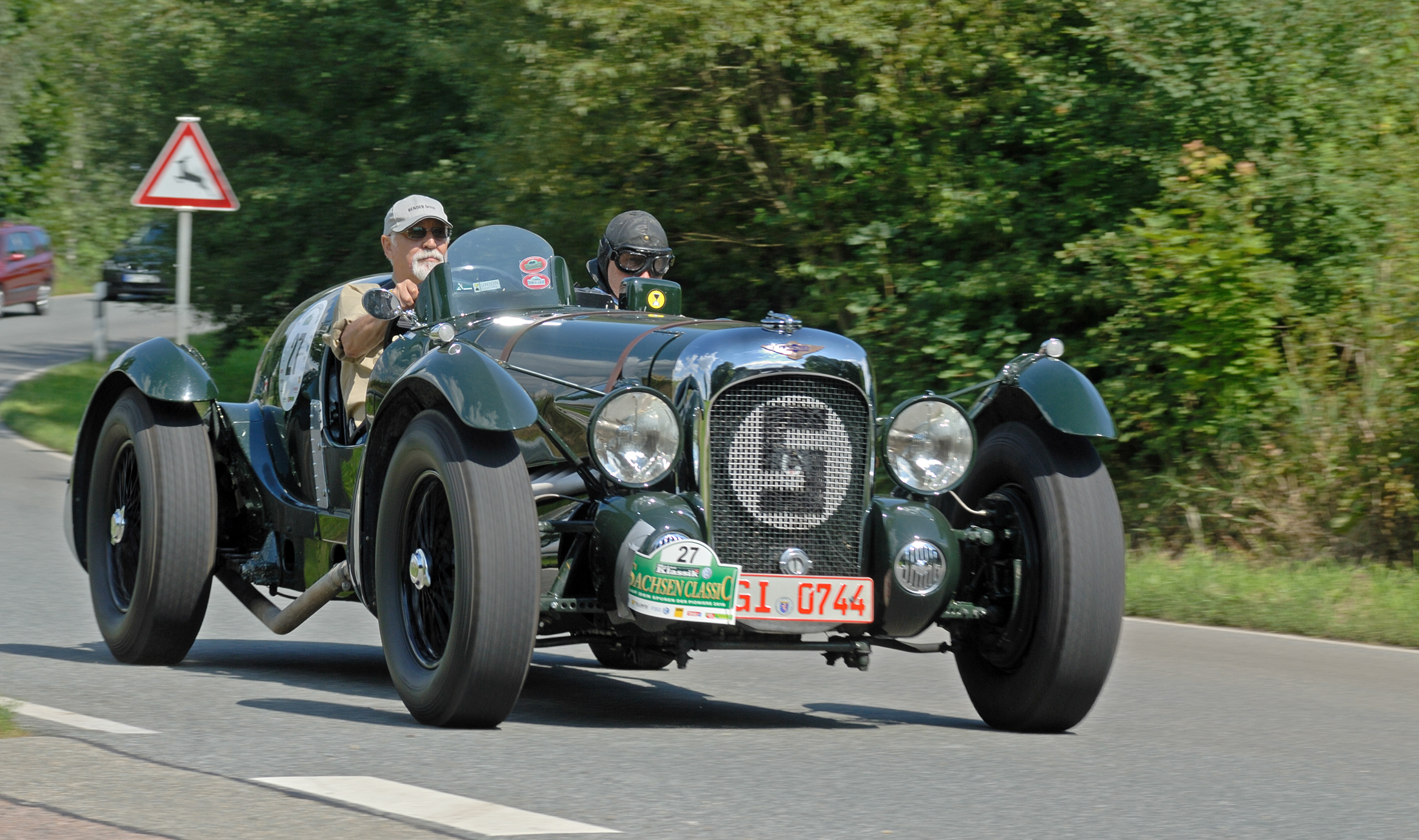
Lagonda V12 « Le Mans » (3e des 24 Heures du Mans 1939)

Présentée au salon de l'automobile de Londres 1936, sa production débute en 1938, concurrente entre autres des Cadillac V-16 (1930), Packard Twelve (1932), Mercedes-Benz 540K (1934), Bugatti Type 57 (1934), Hispano-Suiza J12 (1934), Delahaye type 135 (1935), Rolls-Royce Phantom III (1936), Talbot-Lago T150 (1937), Delahaye Type 145 (1937), Delahaye Type 165 (1938) ou encore Bentley Mark V (1939)... Ce modèle est le dernier de Lagonda avant fusion-acquisition par Aston Martin en 1947. 

## Compétition
Deux versions Lagonda V12 « Le Mans » allégées, de 1 370 kg et de 206 ch, de Walter Owen Bentley, sont engagées au 24 Heures du Mans 1939, avec une vitesse de pointe de 223 km/h chronométrée sur la ligne droite des Hunaudières :
- 1939 : 24 Heures du Mans 1939, 3e et 4e.

## Cinéma et télévision
- 1959 : La Quatrième Dimension (série télévisée) (The Twilight zone) épisode Une affaire de machines : version coupé Drophead de 1939[8].